# فهرست نرم افزارهای سیپ
این فهرست نرم افزارهای سیپ، برنامه‌های نرم‌افزار کاربردی را که از پروتکل سیپ (SIP) به عنوان یک پروتکل صوتی روی IP (VoIP) استفاده می‌کنند، مستند می‌کند.

## سرورها

### مجوز منبع آزاد و رایگان
- ستاره
- سرور برنامه Cipango SipServlets 1.1
- اِجاب‌بِرد
- FreeSWITCH
- FreePBX
- جادوگر GNU SIP
- Issabel، چنگال از الستیکس
- Kamailio , OpenSER سابق[۱]
- Mobicents Platform (سرور برنامه سازگار با JSLEE [2] 1.0 و SIP Servlets 1.1)
- Mysipswitch
- OpenSIPS، چنگال OpenSER
- SailFin
- روتر SIP Express (SER)
- سیستم ارتباطات سازمانی sipXecs
- یت

### مجوز اختصاصی
- ماژول تلفنی IP 3Com VCX: عامل کاربری پشتیبان SIP PBX
- 3CX سیستم تلفنی، برای ویندوز، دبیان 8 GNU / Linux
- Aastra 5000، ۸۰۰، MX-ONE
- سرور تماس IP Alcatel-Lucent 5060
- Aricent SIP UA stack , B2BUA , proxy , VoLTE / RCS مشتری
- AskoziaPBX
- Avaya Application Server 5300 (AS5300)، JITC دارای گواهینامه ASSIP VoIP است
- Bicom Systems IP PBX برای مخابرات
- سرور Brekeke SIP، پروکسی SIP، ثبت کننده SIP , SIP NAT , TCP / UDP
- سانترال Brekeke، سانترال SIP برای ارائه دهندگان خدمات و شرکت‌ها
- سرور پروکسی سیسکو SIP، عنصر مرز متحد سیسکو (CUBE)، مدیر ارتباطات یکپارچه سیسکو (CUCM)
- CommuniGate Pro , PBX مجازی برای میزبانی IP Centrex، خدمات پست صوتی، مراقبت از خود،
- نرم‌افزار Comverse Technology، برنامه‌های رسانه ای، ثبت کنندگان SIP
- Creacode SIP Application Server کنترل‌کننده تماس در زمان واقعی SIP و محصول IVR برای شبکه‌های VoIP کلاس حامل
- سرورهای رسانه Dialogic Corporation Powermedia , SIP IVR صوتی و تصویری، سرورهای رسانه ای و کنفرانس برای Enterprise and Carriers.
- Dialexia VoIP Softswitches , IP PBX برای سازمان‌های متوسط و سازمانی، سرورهای صورتحساب.
- IBM WebSphere Application Server - همگرا HTTP و SIP ظرف JEE Application Server
- هوش تعاملی IP PBX مبتنی بر ویندوز برای سازمان‌های کوچک، متوسط و سازمانی
- Kerio Operator , IP PBX برای شرکت‌های کوچک و متوسط
- مایکروسافت لینک سرور ۲۰۱۰ و ۲۰۱۳
- مدیر ارتباطات میتل
- نماینده کاربری پشتیبان NEC SV7000 SIP PBX
- نرم‌افزار ارتباطات و همکاری یکپارچه NEC UNIVERGE 3C
- شبکه‌های Nokia Nokia hiQ8000
- Nortel SCS500
- سرور ارتباطات چندرسانه ای Nortel SIP 5200
- سرور UC Objectworld
- سرور برنامه همگرا ارتباطات Oracle (OCCAS)
- سرور SIP Oracle WebLogic
- REVE Systems Mobile VoIP، کلاس 4/5 Softswitch با محصولات صورتحساب و بهینه‌سازی پهنای باند
- بسترهای نرم‌افزاری Spirent SIP Server
- ShoreTel سیستم‌های تلفن IP با ارتباطات واحد و مرکز تماس داخلی
- SNOM یکی رایگان / آبی / زرد (SNOM به دست آورد و تغییر نام pbxnsip) (فکر تهیه مکان مستقل)
- کلیدهای ارتباطی Speedflow Communications VoIP کلاس ۴/۵ با مبدل صورتحساب، کدگذاری، SIP-H.323.
- Sterlite Technologies Neox IPPBX, IMS - ISC, Dial Center - مرکز تماس OmniChannel، محصولات تلفن گویا
- Sun Microsystems سرور ارتباطات Sun GlassFish
- خانواده Tadiran Telecom Coral Ipx و سوئیچ نرم‌افزاری Aeonix
- Tandberg Video Communication Server - سرور برنامه SIP، سرور رسانه و دروازه H.323
- سرور TrueConf - نرم‌افزار سرور کنفرانس ویدیویی، دروازه SIP
- متحد کردن OpenScape صدا، OpenScape 8000 softswitch اند SIP، سرور رسانه، (SIP)
- Voice Elements Labs Labs. نرم‌افزار توسعه صدای NET و بستر پشته SIP.
- سری Wildix WGW پلت فرم ارتباطی واحد تا ۵۰۰۰ کاربر در یک سرور. حداکثر ۶۵۵۳۵ کاربر در شبکه WMS
- تلفن سانترال Zultys MX250 / MX30 IP برای SMB و سازمانی

## مشتری‌ها

### مجوز منبع آزاد و رایگان
- چشمک زدن، OSX، لینوکس و ویندوز
- Ekiga، نام قبلی GnomeMeeting , GPL
- همدلی، با استفاده از کتابخانه‌های GTK + و چارچوب Telepathy , GPL
- Jami، با GTK + / Qt GUI، همچنین از پروتکل IAX2 برای Linux , OS X، Windows GPL پشتیبانی می‌کند
- Jitsi، مشتری VoIP جاوا و پیام فوری با رمزگذاری ZRTP، برای FreeBSD، Linux، OS X، Windows؛ LGPL
- KPhone، با استفاده از کتابخانه‌های Qt، GPL، برای لینوکس
- Linphone، با یک جداسازی هسته / UI، رابط کاربری گرافیکی از کتابخانه‌های GTK + برای Linux , OS X، Windows و تلفن‌های همراه (Android , iPhone , Windows Phone , BlackBerry) استفاده می‌کند
- MicroSIP، تلفن نرم سبک با استفاده از پشته PJSIP، برای ویندوز
- QuteCom، که قبلاً OpenWengo نام داشت، با استفاده از کتابخانه‌های Qt , GPL، برای ویندوز، مک و لینوکس مبتنی بر RPM- DEB[۲]
- تلفن، تلفن نرم‌افزاری OS X با کاکائو / سوئیفت نوشته شده است
- Twinkle، با استفاده از کتابخانه‌های Qt , GPL، برای لینوکس
- مشتری یت، با استفاده از کتابخانه‌های Qt ,[۳] GPL[۴]

### مجوز اختصاصی
- چشمک زن، برای مک
- برنامه‌های VoIP کلاس دسک تاپ و شرکت مخابراتی Bria , CounterPath Corporation Bria
- Librestream را ۲۵۰۰ دوربین، 5000HD دوربین، Onsight مکعب (پوشیدنی / دوربین‌های مدولار)، Onsight اتصال (ویندوز، IOS، اندروید).[۵]
- دسکتاپ LifeSize، برای ویندوز
- Phoner و PhonerLite، برای ویندوز، صدا: G.711، G.722، G.726، GSM , iLBC , SPEEX، اپوس؛ امنیت: TLS , SRTP , ZRTP
- Polycom PVX، برای ویندوز. صدا: G.711، G.722، G.722.1، G.728، G.729 A, Siren Codec؛ ویدئو: H.261، H.263، H.264؛ داده‌ها: T.120، People + محتوا، H.239، H.323 ضمیمه Q کنترل دوربین فوق‌العاده
- Windows Messenger نسخه ۴ و ۵ (با Windows Live Messenger یا MSN Messenger که از SIP پشتیبانی نمی‌کنند اشتباه گرفته نشود)

### متوقف شد
- eyeBeam، در سال ۲۰۱۸ متوقف شد
- Gizmo5، PhoneGaim سابق، در سال ۲۰۱۱ متوقف شد

## مشتری‌های تلفن همراه

### مجوز منبع آزاد و رایگان
- جامی برای اندروید، iOS; GPL v3
- Linphone برای Android , BlackBerry , iPhone , Windows phone ; GPL v2
- Sipdroid برای اندروید، GPL v3

### مجوز اختصاصی
- دسترسی به iOS و Android
- CounterPath Corporation Bria Mobile برای iOS و Android

### متوقف شد
- CSipSimple برای Android , GPL v3، در سال ۲۰۱۹ متوقف شد

## کنترل‌کننده‌های مرز جلسه
- Acme Packet Session Director
- AUDIOCODES Mediant
- Genband Quantix SBC
- Ingate Systems Ingate SIParators
- متاسویچ پریمتا
- کمالیو

## فایروال‌های فعال شده
- دیوارهای آتش Check Point VPN-1، شامل پشتیبانی کامل SIP برای چندین فروشنده است
- ویژگی فایروال در Cisco IOS شامل پشتیبانی کامل از SIP است
- فایروال‌های Cisco PIX / ASA شامل پشتیبانی کامل از SIP است
- D-Link Firewall DFL-210/260/800/860/1600/2500 از SIP (SIP-ALG) با سیستم عامل ۲٫۲۰٫۰۱٫۰۵ و بالاتر پشتیبانی می‌کند
- Fortinet، تمام نسخه‌های FortiGates دارای نسخه v280 / v300 هستند
- روترهای شفاف Intertex SIP، فایروال‌ها و مودم‌های ADSL برای استقرار باند پهن و بازار SOHO
- فایروال های Juniper Networks Netscreen و SRX شامل پشتیبانی کامل SIP Application Layer Gateway
- راهنمای آموزش SIP لینوکس Netfilter کاملاً SIP را می‌فهمد و می‌تواند (برای QOS) و NAT همه ترافیک مرتبط را طبقه‌بندی کند
- Netopia Netopia از ALG پشتیبانی می‌کند
- PF، فایروال OpenBSD داخلی PF می‌تواند NAT را از طریق دستورالعمل «پورت ایستا» و کنترل پهنای باند از طریق سیستم صف داخلی داخلی اتصالات SIP اداره کند.
- pfSense، توزیع فایروال / روتر مبتنی بر FreeBSD و PF. دارای QoS است که به درستی ترافیک VoIP و یک بسته پراکسی SIP را که برای نقاط پایانی NAT در دسترس است برچسب گذاری می‌کند. قابلیت آن را می‌توان با بسته‌هایی مانند FreeSWITCH، یک بستر ارتباطی نرم‌افزار رایگان / منبع آزاد برای ساخت محصولات مبتنی بر SIP، صوتی و گپ گسترش داد.
- رایانش امن، فایروال SnapGear شامل پروکسی SIP siproxd، فایروال Sidewinder 7 شامل پروکسی SIP
- SonicWall، از SIP پشتیبانی می‌کند
- ZyXEL ZyWALL P1، 2Plus، 5 UTM، 35 UTM، 70 UTM, 1050, USG 100، USG 200، USG 300، USG 1000 از SIP-ALG پشتیبانی می‌کند

## کتابخانه‌ها
- اوسیپ(oSIP)

## ابزار تست
- Codenomicon Defensics: چارچوب اتوماسیون آزمون تجاری
- Ixia (شرکت) تجاری SIP-VoIP و ویدئو تست و شبیه‌سازی و پلت فرم تست بار
- Mu Dynamics: پلت فرم اطمینان از خدمات SIP-VoIP , RTSP-IPTV Triple Play